# Гранітас (футбольний клуб)
«Гранітас Клайпеда» (лит. Futbolo klubas «Klaipėdos Granitas») — колишній литовський футбольний клуб з міста Клайпеда, заснований 2012 року, дискваліфікація у 2015 році. 
Футбольний клуб був заснований та дебютував у другому дивізіоні Західної ліги у 2012 році. 
У 2013 році «Гранітас» виграв першу лігу національного чемпіонату. 
2014 року клубу було видано ліцензію на участь у вищому дивізіоні чемпіонату Литви. Однак по ходу сезону 2015 року клуб було оштрафовано, а надалі дискваліфіковано за порушення принципів чесної гри. 
Шахраї негайно оголосили про банкрутство клубу 2015, команда була розформована.